# Lycosa ovalata
Lycosa ovalata är en spindelart som beskrevs av Pelegrín Franganillo Balboa 1930. 
Lycosa ovalata ingår i släktet Lycosa och familjen vargspindlar. Artens utbredningsområde är Kuba. Inga underarter finns listade i Catalogue of Life.